# جيمس بارنز
جيمس بارنز (بالإنجليزية: James M. Barnes (congressman))‏ (و. 1899 – 1958 م) هو سياسي، ومحامي من الولايات المتحدة الأمريكية .
وهو عضو في الحزب الديمقراطي الأمريكي .

## التعليم
تعلم في كلية هارفارد للحقوق.